# Espace Mayenne
L'Espace Mayenne est un site évènementiel basé à Laval en Mayenne.

## Histoire
Projet architectural du cabinet Hérault Arnod, le site accueille son premier évènement le 30 juin 2021, à l'occasion de l'arrivée de la 5e étape du Tour de France, avant d'être inauguré officiellement le 23 octobre suivant par le Premier ministre Jean Castex. Il se compose d’une salle principale, la salle Mayenne, modulable de 1 000 à 4 500 places, d'une seconde salle nommée « Pégase », à vocation omnisports (1 900 places), d'une salle de congrès (493 places) et de salons de réception, d'un vélodrome et d'un mur d’escalade,,.
Du 27 au 30 juillet 2023, la salle principale accueille l'équipe de France féminine de volley-ball et d'autres sélections mondiales disputant la Challenger Cup 2023.

## Club sportif résident
Le site abrite les rencontres à domicile de l'Étoile lavalloise Mayenne Futsal Club.

## Évènements

### Sports
- 5e étape du Tour de France 2021 (arrivée) ;
- Challenger Cup féminine de volley-ball 2023 ;
- 3 matches de l'équipe de France pour les qualifications de la zone Europe pour la Coupe du monde de futsal de 2024 au 2e semestre 2023[6].
- Championnats de France d'escalade 2022 en juin 2022.
- Internationaux d’escalade de la Mayenne, en octobre 2022[7]
- Tournoi européen de qualification d'escalade, en octobre 2023[8].
- 8e étape du Tour de France 2025 (arrivée).

### Concerts

#### Principaux concerts depuis 2021
- Francis Cabrel se produit le  17 octobre 2023 ;
- Jenifer se produit le 17 novembre 2023 ;
- Pierre Perret se produit le 1er décembre 2023.
- Gims se produit le 17 novembre 2024

## Récompenses
- octobre 2022 : prix spécial du jury des Trophées du Cadre de vie[9]
- août 2023 : World Award Architectures[10]
- octobre 2023 : trophée Eiffel de l'architecture, catégorie « Divertir »[11]